# Elvir
Elvir je moško osebno ime.

## Izvor imena
Ime Elvir je različica ženskega osebnega imena Elvira.

## Pogostost imena
Po podatkih Statističnega urada Republike Slovenije je bilo na dan 31. decembra 2007 v Sloveniji število moških oseb z imenom Elvir: 394.

## Osebni praznik
Osebe z imenom Elvir lahko godujejo takrat kot osebe z imenom Elvira.